# Grypocentrus osflavus
Grypocentrus osflavus är en stekelart som beskrevs av Dmitriy R. Kasparyan 1989. Grypocentrus osflavus ingår i släktet Grypocentrus och familjen brokparasitsteklar. Inga underarter finns listade i Catalogue of Life.